# 圣海内叙斯-罗德
圣海内叙斯-罗德（荷蘭語：Sint-Genesius-Rode，荷蘭語發音：[sɪnt xeːˌneːzijʏs ˈroːdə] ⓘ，法語發音：[ʁɔd sɛ̃ ʒənɛz] ⓘ）是比利时弗拉芒大区弗拉芒布拉班特省哈勒-维尔福德区的一个语言便利市镇，北临布鲁塞尔首都大区，面积22.77平方千米，人口18,296人（2018年1月1日）。圣海内叙斯-罗德是弗拉芒社群的一部分，官方语言为荷蘭語，但当地多数居民使用法语，作为一个语言便利市镇，圣海内叙斯-罗德市政部门为法语使用者提供语言便利。